# Rotsoord (buitenplaats)
Rotsoord (ook: Rotz Oort en Rots Oort) was een buitenplaats gelegen aan de oostoever van de Vaartsche Rijn in de Nederlandse stad Utrecht, daterend  uit de 17e eeuw.
De bouwer van deze buitenplaats, Adrian van Oort, ging hier rond 1668 samen met zijn oudste zoon in wonen. Naast Rotsoord liet Adrian van Oort nog twee huizen bouwen (of verbouwen) voor zijn beide andere zoons Johannes en Bernard die de naam "Rotswijk" en "Rotsenburg" kregen. Ook bezat Adrian van Oort buitenplaats De Liesbosch en een steenbakkerij, allen gelegen aan de Vaartsche Rijn. Op oude tekeningen en prenten is te zien dat dit kanaal indertijd als trekvaart ingebruik was.
Rotsoord zag er imponerend uit. Het oorspronkelijke achthoekige middengedeelte bezat een bijzonder grote koepel, met op de hoeken vier torens. De stenen die gebruikt werden kwamen van Adrian van Oorts eigen steenfabriek. Voor de bekleding werden misbaksels gebruikt, 'mondsteen' genoemd, met een rotsachtig effect. Hieraan ontleende het huis zijn naam. Vermoedelijk werd ook bij de twee andere huizen deze soort stenen gebruikt.
Nadat Rotsoord in 1840 erg in verval was geraakt, werd het afgebroken en vervangen door een nieuw huis dat dezelfde naam kreeg. Dit huis verdween echter een eeuw later ook en maakte plaats voor de Utrechtse Machinale Stoel- en Meubelfabriek (UMS), beter bekend als Pastoe. Alles wat er bewaard bleef, was een 17e-eeuws paviljoentje dat uiteindelijk in 1962 ook moest wijken en werd afgebroken.
Het pakhuis aan Rotsoord 13 staat gedeeltelijk op de plek waar buitenplaats Rotsoord stond.

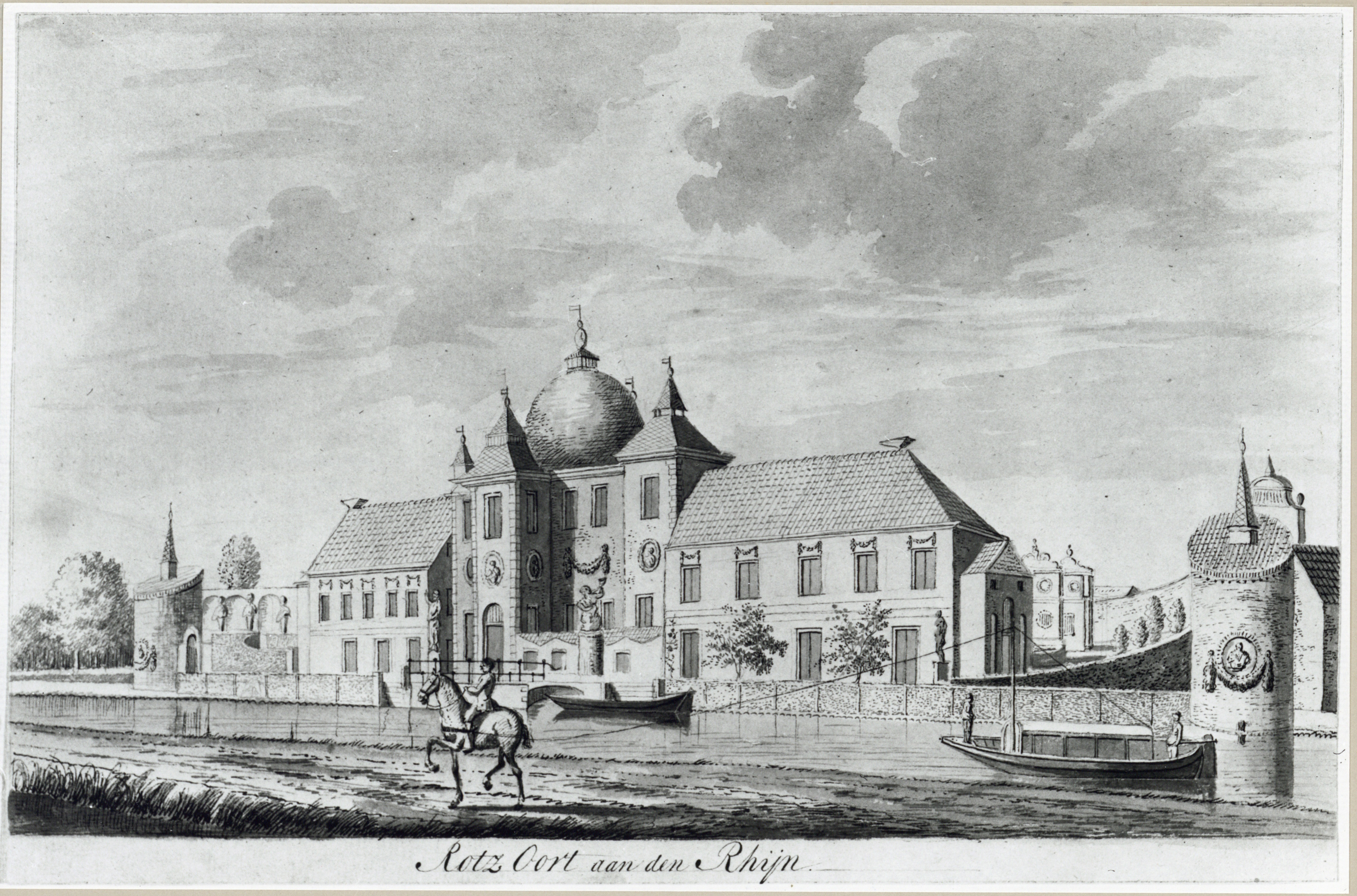
Gezicht over de Vaartsche Rijn te Utrecht op het huis Rotsoord uit het westen. Op de voorgrond een trekschuit.
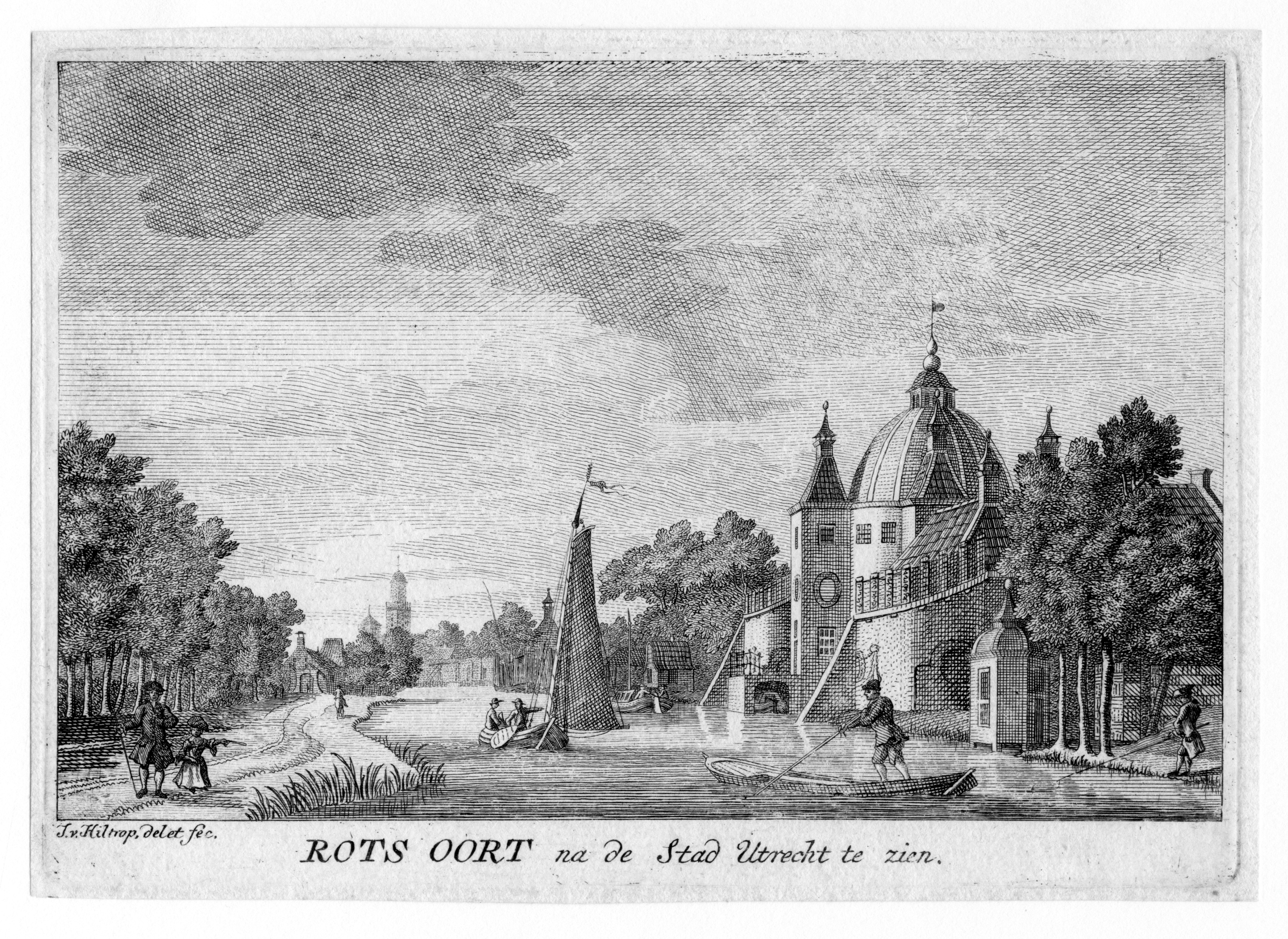
Gezicht op de Vaartsche Rijn en de Jutfaseweg te Utrecht met rechts het huis Rotsoord en de torens van de Nicolaikerk